# Miquel Pou Vicens
Miquel Pou Vicens (Ciutat de Mallorca, 1965) és un realitzador de documentals, director de cinema de sèrie Z i escriptor.
El 1999 es va estrenar el primer llargmetratge en català que va dirigir Vicens: The Dolly Lollipop revenge, una crítica ferotge a la societat americana. Ha realitzat alguns documentals, com ara Blai Bonet segons Blai Bonet i El Carnatge amb l'escriptor Biel Mesquida, i també video-clips pels grups Ramones, Tots Sants, Cerebros Exprimidos, La Granja o Montenegro. Ha col·laborat en diverses revistes literàries, i l'any 2004 publicà el seu llibre Carn de xoric.
En l'àmbit polític fundà l'agrupació local del PSM a Felanitx i l'any 2006 l'Entesa progressista de Felanitx (ERC, EU-V, PSM). El 2010 va posar sense èxit la seva candidatura com successor de Joan Laporte a la presidència del Barça. El 2015 va llançar una campanya per mantenir l'horari d'estiu a les Illes Balears, que va rebre el suport del Parlament de les Illes.

## Obres
- The Dolly Lollipop revenge (1999), llargmetratge[1]
- Carn de xoric (2004)[6]